# 実演家、レコード製作者及び放送機関の保護に関する国際条約
実演家、レコード製作者及び放送機関の保護に関する国際条約（じつえんか、レコードせいさくしゃおよびほうそうきかんのほごにかんするこくさいじょうやく、英: International Convention for the Protection of Performers, Producers of Phonograms and Broadcasting Organizations）は、1961年にイタリアのローマにおいて作成された、実演家、レコード製作者および放送機関の著作物に関する権利（著作隣接権）に関する国際条約である。

## 概要
国際連合の専門機関である国際労働機関（ILO）、国際連合教育科学文化機関（UNESCO）、世界知的所有権機関（WIPO）が共同で管理する知的財産権に関する条約のひとつである。略称は実演家等保護条約またはローマ条約。
著作隣接権とは、著作物の創作者が著作権を有するのに対して、著作物を直接創作したのではないが、著作物などを公衆に伝達する役割を果たすものに認められる権利であり、この条約では、実演家（俳優、歌手、演奏家など）、レコード製作者および放送機関の権利について規定している。
この条約は
- 内国民待遇：条約で規定される権利についてのみ内国民待遇を与える義務を負う（いわゆる「ローマ型内国民待遇」）
- 不遡及：条約締結後に創作された著作物についてのみ保護の義務を負う

を原則とし、実演家、レコード製作者および放送機関に以下の保護を与えている。
- 実演家
  - 許諾を得ない実演の放送、録音・録画の防止
  - 商業用レコードの放送についての二次使用料請求権の付与
- レコード製作者
  - レコードの複製権の付与
  - 商業用レコードの放送についての二次使用料請求権の付与
- 放送事業者
  - 放送の再放送権、録音・録画権の付与

この条約が発効したのは1964年5月18日であり、2008年3月現在で86か国が締結している。日本は1989年7月26日に加入書を寄託しており、この条約は1989年10月26日に日本について効力を発生している。アメリカ合衆国には著作隣接権制度がないため、アメリカ合衆国はこの条約を締結していない。